# Рудозем
Рудозѐм е малък град в Южна България, област Смолян, административен център на община Рудозем, в която влизат 22 населени места. Разположен е югоизточно от Смолян в Западните Родопи, в долината на река Арда, на около 700 метра надморска височина. Селището се споменава под името Палас в османски документи от 1676 година. Влиза в територията на България с Букурещкия договор от 1913 година. Преименувано е на Рудозем в 1934 година. С развитието на рудодобивната и рудопреработващата промишленост в региона след 1945 година преживява икономически възход и от малко село се превръща в град с население над 10 000 жители в 80-те години на XX век. С постепенното замиране на производството в 90-те години на XX век преживява демографски срив и населението му към 2010 година намалява до 3900 жители.
По данни на ГРАО към 15 март 2024 година в града живеят 3417 по настоящ и 3824 души по постоянен адрес.

## География
Рудозем се намира в Горноарденския регион, в най-югоизточните части на Западните Родопи. Градът е разположен в живописна долина, наречена Среднореката, тъй като в нея е водосливът на Елховската (Янусдере) и Чепинската река (Чангърдере) в Арда. В града, покрай Арда има красив крайречен булевард.
Рудозем е отдалечен на 26 километра от Смолян, на 14 километра от Мадан, на 40 километра от Златоград, на 120 километра от Пловдив и на 260 километра от София.
Рудозем се състои от няколко квартала: Долен Рудозем (официално квартал Освобождение), Падала̀ (официално квартал Възраждане), О̀скрушево (бившето село О̀скрушево) или Новата махала, Мейково, Геоложка и Койнарци. В землището на града се намират и 6 села, които нямат собствени землища: Боево, Борие, Бяла река, Добрева череша, Дъбова и Кокорци.
Връзката между населените места в общината, както и на Рудозем с други населени места във вътрешността на страната, се осъществява единствено чрез шосеен път. Рудозем има 5 изхода – два за Смолян (един през Фатово и един през Средногорци, където може да се продължи за Мадан или Смолян), за Чепинци, за Смилян и за Елховец, като пътят свършва в селото. Редовни автобусни линии свързват Рудозем със Смолян, Мадан, Пловдив и Кърджали.
Климатът в района е умереноконтинентален с преобладаващи северни и северозападни ветрове, като средната годишна температура е 9,4 С°. Почвите са предимно кафяви горски и алувиално-ливадни, като често срещани проблеми при тях са наситеността им с тежки метали, повишената им киселинност и нарушените плодородни качества. Горите заемат 81% от територията на община Рудозем. Представени са от иглолистни, широколистни, издънкови гори, гори за реконструкция и други.
- Над рудник „Голям Палас“ са Куллета, Борцето, Зелените барчинки, Момчево, Гайдата, Черквата, Мурево, Хасевото борце
- Към югоизток: Димово, Гизденицата, Будина, Пещера, Бойчево, Доброшинево, Подкастрина, Елинделят
- Към северозапад: махала Добрева череша, Дльога усойка, и местата Георгевото, Керина поляна, Друмат, Зеленото борце, Кавгажик, Вуцко
- Към Долен Рудозем и Койнарци: Перовкокор, Коравото, Маслев камен, Вакливо, Балиево, Кавалци, Вълков гроб, Иваново борце, Люлекат, Добревото, Черквицата
- Към Рибница: Порището, Гробовете, Момково, Косевото, Елето, Вълчечерква, Черквата, Баделът, Морзиво Равнището, Куриота, Киселица, Чавдаревото, Кавурското
- Към Сопота: Белевското, Раздела, Чирапат, Пеева черква, Средок, Сивковото, Селището, Ковачи нивища
- Към махала Войкова лъка: Ушите, Димитровица, Лочето, Кошарето, Старият лев, Черквата, Жемковата бачо, Чучейката, Осиката, Острата могила, Присоята, Гребеньот, Нивището, Мениковци, Манчово равнище, Петлова чука, Борцето, Бухалско, Разколат, Мехремовата лювада
- Към махала Бяла река: Киселчово, Василевица, Вараковица, Георгова могила, Вълков преслоп, Дльогите уши, Света Неделя, Черквата, Шенгевото, Поповото дере, Маринско, Пеева чука, Димитрово селище
- Към Елховец и Пловдивци: Рушкина чука, Демирево, Яврово, Марино борце, Русчево, Имането, Елена, Черквата „Света Петка“, Ушките, Стоянски дол, Малениво, Тодоров кочор, Черквата, Бабина чука
- Към Чепинци: Чечево борце, Румина, Янева чука, Марково, Добрева чука, Косево, Бучевица, Черквицата[4]

В района на Рудозем има обилни находища на оловно-цинкови руди.
Около Рудозем са разположени красиви гори, върхове и поляни. Съществува потенциал за развитие на планински, селски, етно, конен, риболовен, еко, културен и други видове туризъм. На места в района е запазено изключително разнообразие от животински видове: например в местността Мочура и край село Пловдивци.

## История

### Античност и Средновековие
В Античността през днешен Рудозем минава презродопски кервански път, който свързва Тракия с Беломорието (днес пътят Райково – Рудозем – Ксанти). При проучване на открит керамичен материал е установено, че този край е населен още през ранната желязна епоха (1200 – 600 г. пр.н.е.). На територията на общината са открити селища, некрополи, руини от черкви, крепости и древни пътища от тракийската, римската, късноантичната епоха и Средновековието. В Античността землището на днешен Рудозем е обитавано от тракийското племе койлалети. След завладяването на областта от македонците започва експлоатацията на богатите находища на олово, мед, цинк и сребро. През Средновековието над днешния град е построена крепостта Козник, пазеща керванския път. Древната крепост е наричана от местното население Рим папа или Кечика, Кечикая (от турски keçikaya, кози камък). Кечикая се идентифицира от изследователите със средновековната крепост, спомената на гръцки като Κοσνικος (Косникос, тоест Козник) от Йоан VI Кантакузин в средата на XIV век като една от деветте родопски крепости, предадени от императрица Анна Савойска на българския цар Иван Александър заради обещаната българска помощ във войната срещу Кантакузин.

### В Османската империя
Селището е известно под името Палас от 1676 година – име, което то запазва до 1934 година. Според Анастас Примовски етимологията на Палас е от френското palais, в превод дворец.
В XVII населението на Палас е ислямизирано, но районът запазва българската си топонимия, а в околностите има останки от християнски оброчища, като църквата „Света Петка“ и други. В османски поименен регистър от 1841 година се посочва, че от Бююк Палас (Голям Палас) и от Кючук Палас (Малък Палас) са постъпили в армията съответно 10 и 5 войници, което означава, че по това време в селото са живели мюсюлмани.
По време на Руско-турската война на 19 януари 1878 година кавказка бригада, командвана от генерал Пьотър Черевин влиза в Палас и околните села, но по Берлинския договор областта остава в Османската империя. След войната с установяването на новата граница между Османската империя и Източна Румелия над Пашмакли от стратегически съображения военното окръжие, заедно със складовете за оръжие и припаси е преместено от Пашмакли в Палас. В него се установява и офицерският клуб. Салих паша Сиврия предлага изобщо центърът на Ахъчелебийска каза да бъде преместен от Пашмакли в Палас, но на това се противопоставя местното помашко население.
В 1903 година къщите в Палас са 213. Към 1912 – 1913 година броят на помаците, живеещи в Голям Палас, е 240, а в Малък Палас – 130.

### В Царство България
По време на Балканската война на 21 октомври 1912 година в местността Дльога усойка се водят тежки боеве между 21 средногорски полк на полковник Владимир Серафимов и османски части под командването на Явер паша. На следващия ден, 22 октомври, Палас е заето от български части и след Букурещкия договор остава в България, като влиза в състава на новосъздадената Пашмаклийска околия като център на община Палас. Палас остава в непосредствена близост до новата гръцка граница и заради важността на шосето селището се развива като казармен и митнически пункт. Освен общината в централната част на Палас са митницата, казармата, джамията, дюкяни и каменните къщи на местното население.
В периода от 1 декември 1912 година до началото на януари 1913 година Българската православна църква предприема акция за покръстване на помаците, при която част от жителите на Палас са подложени на мъчения от български милиции. 350 къщи са разрушени.
В 1913 година Палас става център на общината.
Развитието на Палас започва след Първата световна война. Към 1920 година селото е пръснато в много махали, а долу при реката са общината, казармата, джамията и няколко дюкяна и частни къщи. След 1920 година в Палас се заселват и първите християни, които в 1926 година построяват малка черква „Свети Георги Победоносец“. Централното село е Горен Палас, но сред населението е живо и името Бойчиново. През 1934 година село Палас е преименувано на Рудозем. В 1921 година инженер Иван Савов получава концесия на мина „Съгласие“ в Палас – първата в Средните Родопи.
След 1912 година Родопите са осеяни с мюсюлмански религиозни училища, за които е характерно ниско ниво на обучение, като учениците едва получават основна грамотност. В 1915 година в Палас има 10 такива мектеба, но според Асан Зеров турското джамийско училище „мехтеп“ е открито в 1925 – 1926 година, докато преди това по махалите са преподавали ходжи в така наречените „мечити“ – начални религиозни училища. Първото българско училище е открито в 1922 година в сградата на поделението в Палас, построена в османско време за казарма край Арда. В 1933 – 1934 година е открито училище за V и VI клас.
На 22 септември 1940 година Ариф Бейски, председател на Дружба „Родина“ в Смолян свиква в читалището в Горен Рудозем събрание, на което е основана родинска дружба в селото. В учредителния ѝ протокол се заявява, че „в жилите ни тече чиста българска кръв въпреки петвековното турско робство“ и учредителите ѝ се задължават „да работим най-усърдно за осъзнаването на българския народ от мохамеданско вероизповедание...“ Председател на Ръководното тяло на дружбата е Хасан Мехмедов Зеров, подпредседател Мехмед Ахмедов Медчиков, секретар-касиер Стефан Константинов Пинтиев от село Райково, магазинер в Рудозем и членове Салимехмед Халилов Чаушов и Хасан Хашимов. В Надзорния съвет влизат Исеин Салимехмедов Крушовалиев, Ариф Манафски и учителят Димитър Алексиев.

### След Деветосептемврийския преврат от 1944 година
Селището израства като център на цветната рудодобивна промишленост в първите години на социализма. Още в следващата 1948 година се установява с помощта на съветска комплексна геоложка експедиция, че в Рибнишката зона в близост до града има богати находища на оловно-цинкови руди, което спомага превръщането на Рудозем от овчарско и тютюнопроизводително селце в селище на рудари и флотиери. Рудозем става център на IV рудоуправление на Родопския минен басейн. В града са построени хотел, ресторант, гимназия, културен дом, детска градина, поликлиника, кино и паметник на Георги Димитров, премахнат скоро след началото на прехода в 1989 година. В Рудозем след 1945 година работят 16 начални, 5 основни, 1 средно и 1 професионално училище със 168 учители и над 2600 деца. Първото народно читалище отваря врати в 1947 година, като в него се помещава библиотека, прожектират се филми и се изнасят спектакли. По-късно врати отваря и Дом на културата. В периода 1952 – 1959 година в Рудозем има едногодишни минни школи за подготовка на среднотехнически кадри.
Икономическият и демографски възход на Рудозем идва с отварянето в града на обекти на създаденото в 1950 година съветско-българско минно предприятие ГОРУБСО (абревиатура от руски: Горно-рудное болгаро-съветское общество), което осигурява много работни места. „Горубсо–Рудозем“ се занимава с добив на руди на цветни метали. Рудозем се разраства значително и в 1951 – 1952 година е изработен регулационен план на селището. В центъра му се построяват високи триетажни блокове, а по склоновете – двуетажни. Построяват се повече от 150 жилищни блока с около 1000 апартамента, а освен тези сгради се отличават също така новопостроените Дом на културата, Дом на съветите и новата болница. В 1953 година са построени 9288, в 1954 – 16053, а в 1955 година – 7193 квадратни метра жилищна площ.
От 1953 до 1958 година се построява флотационната фабрика ДИП „Горубсо – РОФ“ – най-голямата на Балканския полуостров. Фабриката преработва хиляди тонове руда, които по въжена линия се извозват към Кърджали. Тя се намира на десния бряг на Чепинска река и заедно с околните рудници образува индустриалната част на селището. От дясната страна на моста над Арда, още преди да се влезе в града е изходът на рудник „Голям Палас“, шахта „Голям Палас“. В тясната долина на река Рибница, която е десен приток на Елховска, са входовете на главния рудник „Рибница“ и неговите участъци „Дрянов дол“ и „Изворите“, а над тях е рудник „Шахоница“. Със своите 92,7% рудодобивът и флотиерството са основният икономически профил на Рудозем. ДИП „Родопи“ произвежда готово работно облекло, ДЗС „Първи май“ се специализира в производството на тютюн и картофи, но и производството на облекло, и селското стопанство играят подчинена роля и в тях са заети предимно жени.
В 1960 година селището е обявено за град, а в 1971 година към Рудозем са присъединени селата Койнарци (Койнаре), Мейково и О̀скрушево. Прирастът на града е забележителен и е главно механически с преселници от Видинско, Врачанско, Плевенско, Старозагорско и други.
Рудник „Голям Палас“ е преименуван на „Димов дол“, като името „Голям Палас“ запазва само шахтата. Построена е втора шахта към „Димов дол“, която се казва „Север“. В 80-те години на XX век се отваря козметичното предприятие „Рубелла“, което осигурява работа на женската част от населението.
Около средата на 80-те години на XX век залежът около шахта „Голям Палас“ е изчерпан. След като е обявена ликвидация на предприятието около 1997 година и е ликвидирано в 1999 година, в 2001 година заместник министър-председателят и министър на икономиката Петър Жотев подписва заповед за пристъпване към продажба на две обособени части от имуществото на „Горубсо – Рудозем“ ЕАД – рудниците „Димов дол“ и „Рибница“. „Рудметал“ АД е избран за купувач на „Димов дол“ още същата година. Акционери на дружеството са бивши работници и служители на обявените в ликвидация дружества „Горубсо – Рудозем“ ЕАД и „Горубсо – РОФ“ АД. Рудник „Димов дол“, шахта „Север“ е единственият работещ от трите рудника (третият е „Шахоница“) до 2008 година, когато поради световната икономическа криза също е затворен. Той възстановява дейността си още в следващата 2009 година, откривайки 205 работни места. „Димов дол“ има запаси за 10 години, а дружеството планира да инвестира в него 700 000 лева годишно.
„Горубсо – РОФ“ АД, най-голямата фабрика за преработка и обогатяване на оловно-цинкова руда на Балканския полуостров, на 30 септември 2009 година се влива в „Горубсо – Мадан“, с което „Горубсо – РОФ“ престава да съществува.
Кризата в рудодобива се отразява силно на града. Броят на населението драстично намалява в края на XX век поради затихването на рудодобивната и рудопреработвателната промишленост и ограниченото възпроизводство. Значителна част от временно и постоянно заселилите се граждани се завръщат по родните си места или търсят други средства за препитание на трети места след структурните промени в рудодобива. Постепенно намалява и населението под трудоспособна възраст. Безработицата е значително по-висока от средната за страната вследствие на закриването на работни места в областта на рудодобива.

## Икономика
Рудодобивът продължава да е основен поминък на населението, но в много по-малък мащаб. Като цяло Рудозем отговаря на критериите на община в индустриален упадък. От кризата икономиката на града се опитва да излезе с разработването на нови пазари и с развитието на туризма. В стратегическия план на община Рудозем туризмът е изведен на водещо място, но този бранш предполага чиста околна среда и рекултивиране на бившите рудници. В този контекст община Рудозем е сред тези с най-добри показатели по възможности за туристическо развитие по класацията на Програмата за развитие на ООН (ПРООН) в Националения доклад за развитието на човека за 2003 година в региона и сред първите 20 общини с най-високи показатели в групата „планински общини“ в национален мащаб.
Добивът и преработката на полиметалните находища отстъпва водещата си роля в началото на XXI век. Химическата промишленост (в частност козметичната), шивашката, строителната, дърводобивната и дървопреработваща промишленост се явяват като стратегически отрасли. Интерес представляват и огромните запаси от риолитови плочи, мрамор и хвостов пясък, а откритата кариера край Витина за риолитови плочи е с изготвен геологопроучвателен доклад и утвърдени запаси.
Основни предприятия:
- „Рудметал“ АД – акционерно дружество на бивши служители и работници на обявените в ликвидация „Горубсо – Рудозем“ ЕАД и „Горубсо – РОФ“ АД, собственик на рудник „Димов дол“. Дружеството се занимава с добив на оловно-цинкова руда, геоложки проучвания;[39]
- ЕТ „Викторио – Зарко Дурев“ – строителни и строително-ремонтни работи;

Козметиката като проспериращ отрасъл е представена от:
- „Рубелла“ АД – най-големият български производител на козметични продукти за над 48 държави;[40]
- „Вентони козметикс“ ЕООД – производител на оцветяваща къна, бяла козметика и други, с изградена дистрибуторска мрежа в страната и износ за Грузия, Иран и Ирак;
- „Дестини“ ООД – производител на оцветители за коса и бяла козметика.

В областта на шивашката промишленост работят няколко фирми, които реализират продукцията си за вътрешния и външния пазар със страните от Европа: „Бапа спорт“ ООД, „D & L sport“ ООД, „Стамбули“ ООД, ЕТ „Хамди Ефельов“, ЕТ „Владимир Чолаков – Зора“, „Зима 999“ ООД – обувната промишленост, цех за производство на саи.
В областта на хранително-вкусовата промишленост работят няколко фирми. В 1997 година е изградена мандра за изключително ефективна обработка на суровини с подкрепата на „Национален Еко фонд“, но спира да функционира поради прекратени взаимоотношения с банката-посредник. Билкопреработката е перспективен отрасъл за района. От етерично-маслените култури виреят почти всички видове – бял равнец, жълт кантарион, лавандула, мащерка, риган, невен, салвия и други, а от техническите култури виреят лен, коноп и други. Диворастящи плодове, които се отглеждат са аронията, боровинката, къпината, малината, ягодата и други.

## Инфраструктура

### Транспорт
Градът е разположен на републиканския път II -86, който е единствената транспортна артерия, свързваща централната част на страната със Смолянска област и част от транспортния коридор Пловдив-Смолян-Рудозем-ГКПП Рудозем-Ксанти. Докато строежът на пътната част към гранично контролно-пропускателения пункт през Беломорския проход от българската страна е готова, то неговото отваряне е отлагано няколко пъти от гръцка страна, където към април 2012 година е в процес на изграждане. То ще се намира на стария път Рудозем-Ксанти, от където ще има връзка с магистрала Егнатия Одос и с близките егейски пристанища Кавала и Дедеагач.

### Екология
В Рудозем, както и в цялата община, няма разположен постоянен пункт за мониторинг на качеството на атмосферния въздух, като замерванията се извършват от подвижни станции непериодично и не дават възможност за систематична оценка на чистотата на атмосферния въздух. В града има четири обекта, които работят без пречиствателни инсталации и са наблюдавани от РИОСВ-Смолян. Наред с тях основните замърсители на атмосферния въздух на града са Рудоземската обогатителна фабрика, която разполага със съоръжения за пречистване и през зимата населението на града, което използва твърдо гориво за отопление, което генерира серен диоксид и прах. Въпреки това качеството на въздуха е определяно като добро.
Замърсяването на протичащата през града река Арда от промишлените предприятия и отпадните води на населението на града, както и ограничените водни ресурси за питейно водоснабдяване създават проблеми за населението на града. Неправилното стопанисване на горските масиви, като изсичането на широколистни дървесни видове и подмяната им с иглолистни води до увеличаването на повърхностния отток, който е силно ерозивен и в същото време не захранва достатъчно подземните води. Населението и предприятията използват главно изворни водохранилища като каптажи за водоснабдяване.
Водопроводната система в Рудозем е изградена в 1956 – 1957 година. Години наред поради наличието на изградена в Рудозем канализационна мрежа и липсата на градска пречиствателна станция, замърсяването на реките с отпадни води в града е точково и нанася сериозни щети на водната флора и фауна. След изграждането на пречиствателна станция в 2007 година замърсяването е намалено.

## Обществени институции
В Рудозем е разположено читалище „Христо Ботев“, което е едно от петте читалища в цялата община. То е основен двигател на културната дейност в града и разполага с библиотека и читалня, а също така развива издателска и печатна дейност. В града има също така Начално училище „Васил Априлов“, Основно училище „Доктор Петър Берон“ и СОУ „Св. св. Кирил и Методий“.
В Рудозем до 2010 година функционира многопрофилна общинска болница за активно лечение „МБАЛ – Рудозем“ ЕООД с 50 легла.

## Население

### Преброявания
В следната таблица са посочени данните за населението на Рудозем за дадената година и според съответната територия, която е заемал по това време, като данните могат да бъдат от преброявания, приблизителна оценка или статистически данни на съответните държавните институции.
| Година | Жители                                                        |
| ------ | ------------------------------------------------------------- |
| 1926   | 333                                                           |
| 1934   | 333                                                           |
| 1946   | 419                                                           |
| 1956   | 6121                                                          |
| 1965   | 6917 жители или 6756, а с присъединените махали 8795 или 7132 |
| 1972   | 9600                                                          |
| 1975   | 5374                                                          |
| 1983   | 6851                                                          |
| 1985   | 12 855                                                        |
| 1990   | 13 065                                                        |
| 1999   | 4499                                                          |
| 2003   | 3929                                                          |
| 2009   | 4320                                                          |

- Преброяването за 1990 година е за цялата община.

Рудозем има отрицателен механичен прираст на населението, като при населението, което напуска града, мъжете и жените са еднакво активни.
Според преброяването, проведено в България в 2011 година, в Рудозем от 3763 жители на въпроса за етническата си принадлежност отговарят само 2672 души, 2504 от тях се определят като българи, 22 като турци и 133 посочват, че имат друга етническа принадлежност.

### Личности
Родени в Рудозем
- Илия Симеонов (р. 1964), началник на Националното управление по горите (2001 – 2007)[58]
- Костадин Язов (р. 1977), народен представител от партия ГЕРБ
- Костадин Гаджалов (р. 1989), български футболист
- Сийка Келбечева (р. 1951), състезателка по академично гребане, олимпийска шампионка от игрите в Монреал в 1976 година[59]

Кметове след 1912 година
- Салих Странджелиев от Долен Палас
- Ахмед Ахмедчиков от Бърчево
- Ангел Хаджихристов от Устово
- Асен Шерифов от Палас
- Ахмед Шерифов от Рибница
- Реджеп Кисьов от Бяла река
- Асен Рашидов от Грамаде
- Осман Тахиров от Палас
- Симеон Киреев, инженер, руснак белогвардеец, кмет от 1935 година[4]

## Религия
Населението е съставено от мюсюлманска и християнска общност, изповядваща източно православие. В 90-те години на XX век помаците в Рудозем преживяват религиозно възраждане, построена е голяма джамия над автогарата и фабриката, на десния бряг на Чепинска река. В джамията от 2009 година Главното мюфтийство провежда ежегодно летни курсове по Коран. Освен голямата джамия на центъра, в града има още три по-малки молитвени дома в кварталите Мейково, Нова махала и Възраждане.
В града има една черква – храм-паметник „Свети Георги Победоносец“ на левия бряг на Арда, до гимназията и военното поделение (казармите), която е построена за по-малко от година и е осветена в 1926 година. Храмът „Свети Георги Победоносец“ е единственият християнски храм в цялата община.

## Говор
Рудозем е сред основните селища в Централните Родопи, където разпространен сред българоговорещото население е среднородопският говор, който принадлежи към рупската подгрупа на източните български диалекти.
Фонетика
- Широкият звук ô, което е застъпник на старобългарските ъ, ѫ, ѧ и ь под ударение. В неударена позиция то се редува с леко редуцирано а.
- Застъпник на старобългарското ѣ е широкото ê във всички позиции: снêк, снêгồт.
- ê е застъпник и на старобългарския дифтонг іа: йềм (ям), дồш’т’ер’ê
- Сонантните ър / ръ, ъл / лъ се изговарят като ôр и ôл: кôрф (кръв), пôрф (пръв), нạпồлни

Морфология
- Тройна членна форма: -ôт (широко о), -та, -то, -тê (широко е) за обща определеност, -ôс, -са, -со, -сê за близки предмети и -ôн, -на, -но, -нê за отдалечени предмети.
- Запазени падежни остатъци.
  - Агломеративна (на базата на акузатива) форма за единствено число при роднинските и личните имена: сѝна, Ива̀на.
  - Остатъци от склоняван член: челêкаток (акузатив), челêкутуму (датив).
- Глаголно окончание за 1 лице единствено число сегашно време за I и II спрежение -м: кра̀дам, пѝшам, ру̀кам, но -а при глаголите от свършен вид: о̀крадна, ру̀кна.

- бу̀чим – на буките. Бинкишѝ мла̀ди йуна̀ци сѐдем нивềсти во̀деха, сѐдем байр'а̀ка но̀сеха, ага̀ йуна̀ци пềеха, б учим са вồрше сѐпваха.[63]
- Го̀спод'ово – дух пазител на черква, мост, река, къща, който, ако се разгневи, прави злини[64]
- заблềвам са – улисвам се, заигравам се. Не бива да са заблềваш, че си гу̀биш от ра̀ботата.[65]
- змийче – тънка плитка на девойка.[66]
- истрѝва са – излиза наяве, открива се. Одба̀вили го са, ала рабо̀тата са истрѝ по-сѐтанко.[67]
- кипчѝк – черпак.[68]
- лѐтве – хоризонтално. Кла̀ди го лѐтве! Мѐне штат лѐтве да ту̀р'ат.[69]
- му̀личък – мъничък. Деца̀та от дềтските градѝни са му̀лички.[70]
- на̀катро – някое. На̀катро са изр'у̀ка колко имề глас.[71]
- нако̀шен – надут. С нако̀шенине шалва̀ре, с нако̀шенине золу̀фе.[71]
- нѝкатро – никое. Нѝкатро ни та ру̀ка.[72]
- о̀сахат' – бързо, на часа. Йê са усềтих о̀сахат' и рѝпнах.[73]
- осу̀л – кротък, хрисим.[74]
- отсид'а̀вам – отбивам военна служба. Йе ште да ѝдам за тêбе аскѐран да ти отсид'а̀.[74]
- пиршềне – коси. Разчêса мо̀рни пиршềне.[75]
- поѝма – събира. Ка̀цата поѝма педесѐ кила̀ ма̀сло.[76]
- прѝгоди – удобства. Ту̀ва ѝма по мло̀го прѝгоди.[77]
- руда̀рка – камион за руда.[78]
- сѝламка – едвам-едвам.[79]
- у̀рески – отрязаните последни неизтъкани жички от основата.[80]
- фр'а̀дичко – по средата. Че си йа на̀йде ма̀йка хи фр'а̀дичко го̀ра зелѐна сас адно̀ ва̀кло офчềрче.[81]
- хатал'а̀свам – удрям с всичка сила.[82]
- чеврѝца – по средата. Варх ризана му аглồчек, варх аглồчекан чеврѝца.[83]

Лексика
Обилие от турцизми: шен, айляк, гърцизми: про̀гима, а̀рнисвам. Значителен процент от българската му лексика не съвпада с тази на останалите български говори: галенѝк (любовник), галенѝца, штѐне (пале), балну (мъчно), по̀дзима (есен).

## Политика
Според Закона за местното самоуправление и местната администрация управлението на Рудозем е съставено от градоначалник и общински съвет от 17 съветници, избирани на четири години. На местните избори в 1991 година за кмет на Рудозем е избран Николай Бояджиев от СДС, като четири години по-късно е преизбран за втори мандат, издигнат отново от СДС. На изборите в 1999 година Рудозем запазва дясната си политическа ориентация. Кмет на Рудозем става отново издигнат от СДС кандидат – Ахмед Хутев от Чепинци. Въпреки предимно мюсюлманското си население през 1990-те години единствено община Рудозем и община Мадан гласуват традиционно за СДС.
Чак на изборите в 2003 година за първи път е избран кандидат от ДПС – Асан Чакъров. През 2007 година за кмет на града отново е избран Николай Бояджиев, който на тези избори е издигнат от коалиция „Заедно за Рудозем“, включваща ГЕРБ и Земеделски народен съюз. Бившият кмет Асан Чакъров остава втори.
Разпределението на общинските съветници след изборите през 2007 според политическата им принадлежност е: 8 за ДПС, 7 – коалиция „Заедно за Рудозем“ и 2 – „Движение за социален хуманизъм“. Разпределението на местата в общинския съвет след последните избори от 23 октомври 2011 година, при изборна активност от 69,49%, е следното:
В 2011 година Бояджиев е сменен от Румен Пехливанов, кандидат на коалиция „Рудозем за всички“ след балотаж.

### Побратимени градове
Рудозем има установени контакти и сътрудничество с град Ксанти, Гърция.

## Културни и природни забележителности
През квартал „Миньорски“ по шосето в посока село Рибница се пресича Чепинска река и за час и половина се стига до връх Козяк, където се намира крепостта Козник или Рим папа. Според преданието там е живял Ерим папа и пазел златни станове и рудани. Край бившата крепост известна забележителност са две високи скали, наречени Двамата братя. В местността също така са открити находки от периода на Първата българска държава. От крепостта се открива панорама към Циганско градище, Бучовица и Средногорец.
Интерес представлява местността Сините скали – скално образувание в самия Рудозем, а също така местността Трите гроба, където по време на Балканската война са загинали трима български войници, дали името на местността.
Съществуват каменни отломки – следи от пещерно селище край Боево, множество тракийски могилни некрополи, късноантични некрополи в местността Курбанище и крепост в Циганско градище, руини от средновековни некрополи. На юг към Чепинци в местностите Поляната, Вълчан дол, Черквището, Селище и Янева чука са открити предмети и фрагменти от бронзовата, ранно- и късножелязната епоха и от Средновековието.
Други обекти, които представляват интерес, са двата стари турски моста – единият на Арда (наречен Римския мост) в Рудозем и вторият на Елховската река, римски път. Характерни за общината са и запазените автентични занаяти – тъкачество и изработка на губери, родопски халища и козяци.

## Редовни събития
- Ежегоден празник на града, наречен „Празник на миньора“, честван обикновено в последната събота и неделя на месец август. В миналото празникът се е комбинирал с „Празника на миньора“ на околните населени места (например Мадан) и се е празнувал в местността Черна, на около 2 километра от Средногорци.
- Всяка година в двора на черквата се организира голямо посрещане на Гергьовден – празникът на черквата „Свети Георги Победоносец“.
- Ежегодно се провеждат автомобилни състезания по офроуд и рали.

## Кухня
Кухнята в района е пряко обвързана с отглежданите земеделски култури, като рецептите включват най-често картофи, боб или горски плодове. Традиционни ястия са патетникът (от патето – картофи), клинът, смилянският боб, ошавът, качамакът и други. Патетникът в Рудоземско се приготвя най-често по най-традиционната рецепта от настъргани на едро картофи, кромид лук, сол и джоджен.

## Обичаи
Характерен обичай за Палас е коладисването. Девойките на Бъдни вечер слагат дъска или кол над място с малко вода и образуват малък мост. Преминават по моста три пъти, сеейки жито и наричат: За когото ще се оженя, тази вечер на сън да ми се види! Преди да са излезли от дома си за праването на мостчето обаче, девойките са опекли малка питка, която носят със себе си по време на минаването по мостчето. Девойките по този обичай се връщат по домовете си с питката и си лягат с нея. Последното наричане е преди сън: За когото ще се оженя, тази вечер на сън да дойде заедно двамата да ядем тази питка. По време на това последно наричане около девойката не трябва да има друга жена или мъж.

## Спорт
Футболният клуб на града играе през сезон 2007/2008 в Югоизточна В група, като по това време променя името си от ФК „Рудозем“ (Рудозем) на ФК „Горубсо“ (Рудозем). Първоначално отборът се е наричал ФК „Миньор“ (Рудозем), след това е преименуван на ФК „Рудозем“ (Рудозем), на „Горубсо“ (Рудозем), а после на „Палас“.

## Други
- В близост до града се намират два от вировете на Елховска река, наричани от местното население Мъжкия и Женския вир, които са често място за посещение през лятото и направената на пътеката покрай вировете известна сред местните чешма, наричана Любовната чешма.
- Улиците на Рудозем са известни по номера – улица Първа, Втора, Пета и т.н. Имената идват от построяването на улиците и разделението им на площадки – Първа площадка, Втора площадка и други. Една площадка реално може да обхваща няколко улици. Отделно всяка улица си има официално име, което не е много популярно сред местните. Шеговитото име на улица Пета е Пето авеню.
- На Рудозем е наречена улица в квартал „Сухата река“ в София (Карта).